# Gilles Berquet
Pour les articles homonymes, voir Berquet.
Gilles Berquet est un photographe français né le 3 mars 1956 à Saint-Mandé (Val-de-Marne).

## Biographie
Diplômé des Beaux-Arts en 1981[réf. souhaitée], Gilles Berquet a une formation de peintre[réf. souhaitée] mais s'oriente rapidement vers la photographie.
Dans les années 1990, il se fait remarquer par des images empreintes d’une forte charge sexuelle. Elles montrent le plus souvent le corps féminin fétichisé, sous une forme sciemment théâtralisée qui les rend équivoques.[réf. souhaitée]
Souvent classé[Par qui ?] parmi les photographes érotiques, son travail s'en écarte par le simple fait qu'il ne fonctionne pas en tant que tel :
Dans la revue Maniac  (revue d'amour critique) qu'il crée en 1994,[réf. souhaitée] Gilles Berquet développe l'art du bondage avec un certain humour, non sans rapport avec le travail de John Willie. La revue se veut un hommage ou une suite à la revue Bizarre de John Willie.
Depuis l'année 2000, Gilles Berquet diversifie son champ d'investigation. Dans ses récentes séries de paysages (depuis 2007), il puise dans l’univers cinématographique et télévisuel, des images tout à la fois malfaisantes et merveilleuses qui tiraillent le spectateur entre la peur et le désir.

## Expositions (sélection)

### Principales expositions personnelles
Années 2010

- 2012 : « Stars in my studio », Micro Onde (centre d'art contemporain de Vélizy-Villacoublay)
- 2011 : « Stranger than fiction », Le Cube (Issy-les-Moulineaux) — Galerie NKA (Bruxelles) — Galerie KA&NAO (Grenoble)
- 2018 : Galerie Arsenic, Paris.

Années 2000

- 2009 : « Chantier Boîte noire » (Montpellier) — 42 x 60 (3 000 affiches, affichage public, Paris/Arles)
- 2008 : Centre d’art contemporain de Clamart
- 2007 : Air de Paris (Paris) — Mondo Bizzaro Gallery (Roma)
- 2006 : Clairobscur Gallery (Los Angeles)
- 2005 : Festival de la photographie de Clermont-Ferrand — Mondo Bizzaro Gallery (Roma)
- 2004 : Mondo Bizzaro Gallery (Bologne)
- 2000 : Galeria Cavecanem (Séville)

Années 1990

- 1999 : Todd Kaplan Gallery (Los Angeles)
- 1998 : Galerie Michel Vidal (Paris)
- 1995 : Kunsthal de Rotterdam
- 1994 : Galerie Michel Vidal (Paris) — Azzlo Gallery (Tokyo)
- 1993 : Peter Lang Gallery (Leipzig)
- 1992 : Galerie Forum (Tarragone) — Deep Gallery (Tokyo) — Galerie Air de Paris (Nice)
- 1991 : Deep Gallery (Tokyo) — Godante Gallery (Kobe)

Années 1980

- 1987 : Todd Kaplan Gallery (Los Angeles)
- 1984 : Galerie Christian Laune (Montpellier)

### Expositions collectives
- 2011 : (janvier) Berlin Paris Bar — Galerie Loft Suzanne Tarasiève (Paris) — (janvier-mars) TénébrO (variatons autour du ténébrisme) — Micro Onde, centre d’art (Vélizy-Villacoublay)
- 2010 : « Le Miroir noir » (espace Paul Ricard, Paris) — Optical sound (Galerie Frédérique Giroux)
- 2009 : « Terriblement beau, terriblement faux » (Galerie Esther Woerdehoff, Paris)
- 2008 : « Darkside 1 » (photomuseum Winterthur, Suisse)
- 2007 : « Sous influence » (vidéo show), galerie Magda Danysz (Paris)
- 2005 : « Concrete Castels » (commissaire : Rita Ackermann), Le Comfort Moderne (Poitiers)
- 2004 : « The Nude / ideal and reality » (Galleria d’Arte Moderna, Bologne) — Galerie Air de Paris (Paris) juin/juillet
- 2003 : « Fantôme du plaisir » (musée de Graz, Autriche) — Modamorphose (Le Printemps de la mode, Paris)
- 2001 : « Ultranoir » (Le Printemps de la mode, Paris)
- 1998 : « Corpus Delicti » (Lviv-Moscow-Saint-Pétersbourg-Odessa-New York-Prague)
- 1995 : « Passions privées » (Musée d'art moderne de la ville de Paris)

Le travail de Gilles Berquet a été montré de nombreuses fois dans les foires internationales d'art contemporain, notamment à Paris, Chicago, Cologne et Bâle.[réf. souhaitée]
Depuis 2004, le travail de Gilles Berquet est représenté en France par la galerie Air de Paris.[réf. souhaitée]

### Collections publiques
Trois œuvres ont été acquises, en 2004, par le Fonds national d’art contemporain (FNAC)[réf. nécessaire].

### Monographies
Années 1980
- 1989 : Les Limbes de l’ange (Éditions Rares, Paris), 96 pages

Années 1990
- 1992 : AME (Éditions J.-P.Faur, Paris), 128 pages
- 1992 : Larme Blanche (Éditions Astarté, Paris), 48 pages
- 1993 : P (Éditions J.-P.Faur, Paris), 48 pages
- 1994 : La Solitude des anges (Éditions Treville, Tokyo), 112 pages
- 1996 : Parfums Mécaniques (Éditions J.-P.Faur, Paris), 156 pages
- 1997 : 97 rue des Plantes (Éditions J.-P.Faur, Paris), 32 pages

Années 2000
- 2000 : Le Banquet (Éditions Last Gasp of San Francisco), 96 pages
- 2000 : Sur rendez-vous (Éditions J.-P.Faur, Paris), 96 pages

Années 2010
- 2010 : Le Muscle du sommeil (Éditions United Dead Artists)
- 2011 : Objets frappés d'alignement (Société des amis de Clémentine)
- 2018 : Le Fétiche est une grammaire, Loco, octobre 2018, 240 p. (ISBN 978-2-919-50794-8, présentation en ligne)

### Catalogues d'expositions collectives
- Jardin d'Eros : Institut de cultura de Barcelona (Centre Cultural Tecla Sala), 1999, édition Electa
- Phantom der Lust[4], Neue Galerie, Graz (Autriche), 2003, édition du musée, pages 100 à 105
- Il Nudo, fra ideale e realta[5], Galleria d’Arte Moderna de Bologna, 2004, éditions Artificio Skira, page 204

### Revue
Gilles Berquet est le créateur et rédacteur en chef de la revue Maniac (« revue d’amour critique »), 9 numéros à ce jour.

## Filmographie
- 2000 : Le Photographe (12 min, sonore, mini DV)
- 2001 : Vaduz (15 min, sonore, mini DV)
- 2002 : La parade fantôme (8 min, sonore, mini DV)
- 2003 : La chambre d’Alice (coréalisé avec Mïrka Lugosi, 10 min, sonore, mini DV)
- 2005 : La Piscine (10 min, sonore, DV)
- 2005 : Microfilms (15 min, sonore, DV)
- 2008 : Je n'ai aimé que toi (11 min, sonore, DV)
- 2011 : It will be all right (4 min, sonore, DV)